# جان کوک (گلف باز)
جان کوک (انگلیسی: John Cook (golfer)؛ زادهٔ ۲ اکتبر ۱۹۵۷) یک گلف‌باز است.